# Semiothisa debrunneata
Semiothisa debrunneata är en fjärilsart som beskrevs av Ludwig Osthelder. Semiothisa debrunneata ingår i släktet Semiothisa och familjen mätare. Inga underarter finns listade i Catalogue of Life.